# Yvonne Přenosilová
Yvonne Přenosilová (ur. 2 lipca 1947 w Pradze, zm. 11 września 2023 tamże) – czeska piosenkarka, dziennikarka i prezenterka.

## Życiorys
W 1963 roku wzięła udział w przesłuchaniach do teatru Semafor. Występowała z zespołem Olympic oraz współpracowała z takimi artystami jak Karel Gott czy Pavlína Filipovská. W latach sześćdziesiątych powstały jej największe przeboje, do których należą m.in. utwory Roň slzy, Mně se líbí Bob i Javory. Pojawiała się na szczycie plebiscytu muzycznego Zlatý slavík (w 1965 roku znalazła się w pierwszej piątce).